# Posiołok pansionata Jużnyj
Posiołok pansionata Jużnyj (ros. Посёлок пансионата «Южный») – osiedle w Rosji, w Kraju Krasnodarskim, w rejonie tuapsińskim. W 2010 liczyło 539 mieszkańców.